# 백련초등학교
백련초등학교는 대한민국 전북특별자치도 부안군에 있었던 공립 초등학교이다.

## 학교 연혁
- 1947년 4월 1일: 백련초등학교 설립인가
- 2024년 2월 29일: 77년만에 폐교

## 참고 자료
- 백련초등학교 - 한국교육학술정보원 학교알리미